# Larophylla amimeta
Larophylla amimeta là một loài bướm đêm trong họ Geometridae.